# Schermslag

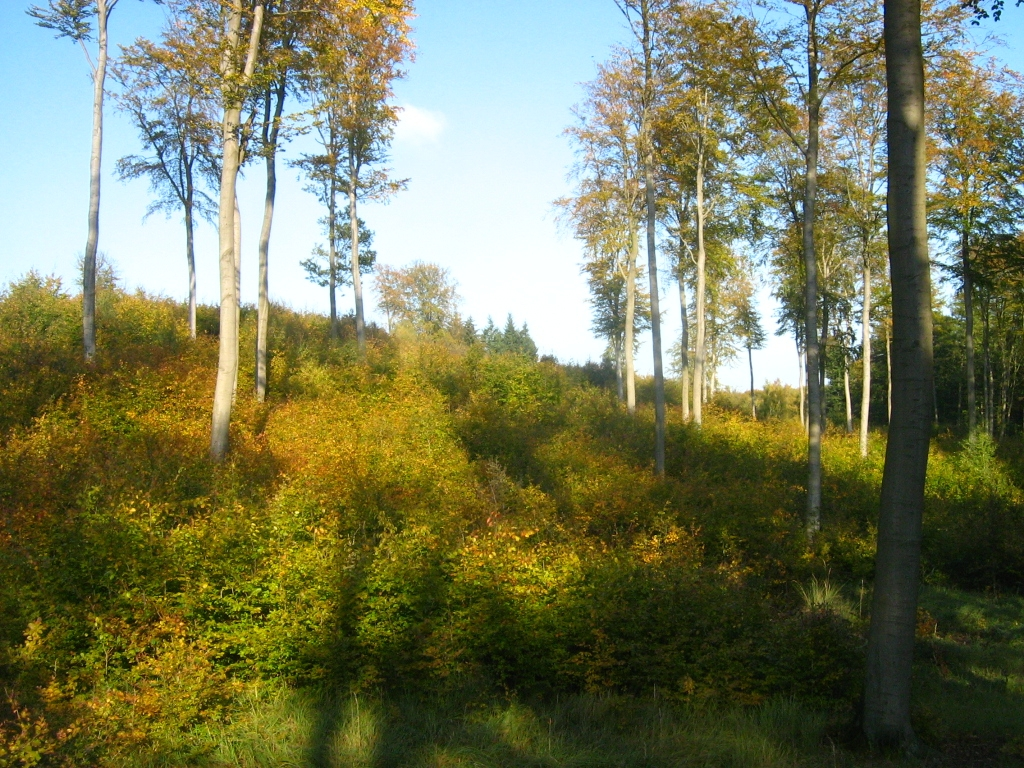
Een beukenbos beheerd met schermslag in Duitsland.

Schermslag of schermkap is een wijze van houtoogst in bossen waarbij de natuurlijke verjonging tegelijk over de hele opstand plaatsvindt, onder een scherm van moederbomen van de oude opstand. Schermslag is in feite een lang uitgesponnen kaalslag waarbij geleidelijk de moederbomen van de oude opstand worden geveld, zodat de boomzaailingen langzamerhand meer zonlicht krijgen. Schermslag wordt vooral toegepast voor de verjonging van schaduwboomsoorten, zoals beuk en fijnspar.